# Oupa Manyisa
Oupa Manyisa (Johannesburg, Sudáfrica, 30 de julio de 1988) es un exfutbolista de Sudáfrica que jugaba en la posición de centrocampista.

## Carrera

### Club
| Periodo   | Club                    |
| --------- | ----------------------- |
| 2008-2017 | Orlando Pirates         |
| 2017-2020 | Mamelodi Sundowns       |
| 2020–2021 | TTM FC                  |
| 2021-2022 | Chippa United           |
| 2022-2023 | Platinum City Rovers FC |

### Selección nacional
Manyisa debutó con Sudáfrica en el empate 0–0 ante Sierra Leona el 8 de octubre de 2011. Jugó para los Bafana Bafana en la Copa Africana de Naciones 2015 donde anotó su único gol internacional en el empate 1–1 ante Senegal en la fase de grupos.

## Logros
- South African Premier Division: 2010–11, 2011-12, 2018-19
- Nedbank Cup: 2010-11, 2013–14
- MTN 8: 2010, 2011
- Telkom Knockout: 2011, 2019